# Tren Transpeninsular Mérida-Punta Venado
El Tren Transpeninsular, llamado oficialmente Tren Transpeninsular Mérida-Punta Venado, fue un proyecto de un tren de alta velocidad que conectaría Mérida, Yucatán con Punta Venado al sur de Playa del Carmen, Quintana Roo, fue anunciado el 1 de diciembre de 2012 por el entonces presidente de México, Enrique Peña Nieto. El proyecto fue cancelado el 30 de enero de 2015 debido a un recorte en el presupuesto de 124,300 millones de pesos y suspuestas sospechas de corrupción.

## Historia
En 2012, el presidente Enrique Peña Nieto anunció que en el 2013 se buscaria lanzar la licitación para la construcción del Tren Transpeninsular, el cual irá de Yucatán a Quintana Roo, proyecto que podría concretarse mediante una asociación públia-privadas. Se esperaria que en enero del 2013 se iniciará la coordinación con las autoridades estatales para lanzar el proyecto, esto mediante la firma un convenio y así establecer las responsabilidades de cada parte.
Las licitaciones para el proyecto se esperaban desde mediados de 2013 pero se tuvieron que atrasar para el primer semestre de 2014, donde empresas de Estados Unidos, China, Japón, Inglaterra, Alemania, Francia, Brasil y México se acercarian a participar. Según el secretario de la Secretaria de Comunicaciones y Transportes, Gerardo Ruiz Esparza, se esperaba que tren Transpeninsular comenzara a construirse en 2014.
En 2015, se anunciaría la cancelación del proyecto, esto debido a las complicaciones de las finanzas públicas, derivadas de la baja de los precios del petróleo, aunque durante los años ya se habían gastado 504.1 millones de pesos para la elaboración de estudios previo.

## Características
El proyecto consideró la construcción de una línea de tren rápido con una longitud de 278 kilómetros  que correría entre 160 y 180 km/h,  conectando los centros arqueológicos, turísticos y ciudades como: Chichén Itzá, Mérida, Izamal, Uxmal y Valladolid. En su tiempo su costo fue calculado en 11 mil millones de pesos.
Se esperaba que fuera un tren moderno, de última generación, con tecnología diésel que lograría recorrera los 278 kilómetros de la ruta entre Mérida a Punta Venado en alrededor de dos horas 35 minutos.